# Йохан Петер Екерман
Йохан Петер Екерман (на немски: Johann Peter Eckermann) е немски поет и писател, близък довереник на Йохан Волфганг Гьоте.

## Биография
Екерман е роден в малкия град Винзен край Хамбург в семейството на амбулантен търговец. Като млад пътува с баща си из северната част на Люнебургското поле, за да продават по селата дребни стоки. Не посещава редовно училище, но прави впечатление с умствените и творческите си способности. С подкрепата на местния свещеник Екерман получава назначение като писар в родния си град.
След като през 1813/14 г. приключва доброволната си служба във войната срещу Наполеон Бонапарт, отива в Хановер, за да получи обучение като художник. Измъчван от болести и безпаричие, изоставя това си намерение и отново приема административна длъжност. В желанието си да разшири духовния си кръгозор, посещава часове в Хановерската гимназия и се отдава ревностно на литературата. Особено дълбоко впечатление му правят творбите на Гьоте.
Макар и с незавършено гимназиално образование Екерман посещава юридически и филологически лекции в Гьотингенския университет, но скоро прекъсва следването си поради липса на средства. Изучавайки големите литературни образци, той се чувства окуражен сам да пише стихове. Наред с това създава студията Приноси към поезия с особена насоченост към Гьоте, като праща ръкописа на Гьоте във Ваймар.
Положителният отклик от Ваймар подтиква Екерман през 1823 г. да посети лично почти 74-годишния Гьоте. В радостта си амбициозният млад гост веднага предлага на своята „неизменна ръководна звезда“ да поеме някои издателски и организационни дейности. Но не става негов „секретар“, както обикновено се отбелязва. Отношенията им си изразяват по-скоро в преклонение и довереност.
Както и преди, времето, прекарано от Екерман във Ваймар, е белязано от безпаричие. Гьоте се погрижва неговите Приноси към поезията да бъдат издададени срещу хонорар, а също му урежда да обучава престолонаследника на великия херцог на Саксония-Ваймар-Айзенах Карл Август. Също по инициатива на Гьоте вече немладият Екерман завършва през 1825 г. университета в Йена. Доверието на Гьоте в благонадеждността на Екерман е тъй голямо, че му поверява да придружи лабилния си син Аугуст при съдбоносното му пътуването в Италия през 1830 г. (там Аугуст заболява от едра шарка и умира). През 1838 г. Екерман получава титлата съветник на великия херцог и библиотекар на великата херцогиня.
В края на дните си Гьоте възлага на Екерман чрез завещание да се погрижи за неговото литературно наследство. След кончината на Гьоте през 1832 г. почти никой във Ваймар не обръща внимание на болнавия и постепенно обедняващ Екерман. През 1836 г. най-после излизат неговите дълго подготвяни Разговори с Гьоте през последните години от неговия живот, 1823-32 (първа и втора част; трета част излиза през 1848 г.) – и до днес ценена и преведена на многобройни езици творба. На български е преведена за първи път през 1907 г. от литературния историк Боян Пенев.
През 1850 г. Екерман публикува втора стихосбирка, но без особен успех.
През 1854 г. Йохан Петер Екерман умира във Ваймар болен и в самота.

## Произведения
- Gedichte, 1838
- Gespräche mit Goethe in den letzten Jahren seines Lebens, 1836–1848
  - Erster Theil, 1836
  - Zweyter Theil, 1836
  - Dritter Theil, 1848
- Gedichte, 1850